# 稻葉貞通
稻葉貞通（日语：／ Inaba Sadamichi，1546年—1603年），日本戰國時代至江戶時代前期的武將、大名，豐後國臼杵藩初代藩主。

## 生平
天文15年（1546年）出生，為稻葉良通（一鐵）的次男。起初和父親一同仕官於美濃國齋藤氏，永祿10年（1567年），降伏於織田信長，此後便隨同父親奉信長之命轉戰各地。天正7年（1579年）、繼承家督之位，成為美濃國曾根城主。
天正10年（1582年）2月3日隨織田信忠參加甲州征伐的戰事。於4月5日、貞通守備飯山城之際，芋川親正煽動國人一揆將其團團包圍。雖然森長可立即派出援軍予以解危，並在長沼城方面擊破一揆軍勢；但信長仍因這次的失敗解除貞通飯山城守備之職，改由長可家臣林為忠代替，並將其召回本陣而回到諏訪地區。本能寺之變時、貞通正在京都，他一得知信長被殺的消息後，急忙逃回美濃國。翌年的賤岳之戰，貞通隸屬於羽柴秀吉陣營，因為當時的美濃國屬於信長三男‧織田信孝的支配範圍，對舊主之子兵刃相向讓他感到迷惘，於是將家督之位讓與長男稻葉典通。
天正11年（1583年）、隨同秀吉攻打伊勢國嶺城，在回程遭到當地住民的襲擊（土一揆），瀕臨覆滅的危機。這時貞通親自擔任殿軍，三度驅散一揆軍勢使其撤退。天正15年（1587年），征討九州時和典通一同出陣，典通因觸怒秀吉，被命令回伊勢閉門思過，所以貞通再度坐上家督之位。同年冬天，敘任從五位下、侍從之位。
天正16年（1588年），將居城轉移到郡上八幡城並進行大規模改修。同年4月14日，後陽成天皇行幸聚樂第時，貞通也隨侍在側。這年，被賜姓羽柴。
天正18年（1590年）3月、率領1200多人的兵力參與小田原之戰，在織田信雄指揮下攻打韮山城。文祿元年（1592年）開始的文祿之役，也隨同諸將渡海、轉戰朝鮮半島各地。
天正二十年（1592年），信長長孫織田秀信在豐臣秀勝死後獲得歧阜13萬石領地，秀信將部分織田氏的舊家臣再次召集，貞通時任家老。
慶長5年（1600年）關原之戰，因主公秀信隸屬西軍而前往犬山城阻止德川家康西進，郡上八幡城則交由貞通孻子稻葉通孝防守。正當遠藤慶隆、金森可重正在攻擊郡上八幡城時，貞通接受舊識福島正則的書信內應不與東軍交戰，將犬山城交給石川貞清防守後自己率兵前往郡上八幡。但回到八幡城後貞通卻率兵突擊隸屬東軍的遠藤慶隆，使慶隆被家臣揹在身上逃去(八幡城合戰)。四日後岐阜傳來秀信戰敗的消息，見大勢已去，貞通決定再度與遠藤慶隆議和，正式加入東軍。後與加藤貞泰一同攻下長束正家防守的水口岡山城，後又再細川忠興的指揮下參與關原會戰立下戰功。戰後，貞通因其戰功從美濃國八幡藩的4萬石、改封至豐後國海部郡、大野郡、大分郡三郡共5萬60餘石的臼杵城主，並成為初代臼杵藩主。
慶長8年（1603年）9月3日逝世，享年57歲。